# Morobe
Morobe, är en provins i Papua Nya Guinea.

## Administrativ indelning
Provinsen är indelad i nio distrikt.
- Bulolo
- Finschhafen
- Huon
- Kabwum
- Lae
- Markham
- Menyamya
- Nawae
- Tewae-Siassi